# Нютаунардс
Нютауна̀рдс (на английски: Newtownards; на ирландски: Baile Nua na hÁirde) е град в източната част на Северна Ирландия. Разположен е на северния бряг на езерото Странгфорд Лох на полуостров Ардс в графство Даун на 10 km източно от столицата Белфаст. Главен административен център на район Ардс. Има летище и малко пристанище. Населението му е 28 039 жители, по данни от 2011 г.

## Спорт
Представителният футболен отбор на града се казва ФК Ардс. Дългогодишен участник е в Североирландската чампиъншип лига.

## Личности
Родени
- Еди Ървайн (р. 1965), автомобилен състезател

## Побратимени градове
- Кеми, Финландия